# Sonja Barjaktarović
Sonja Barjaktarović, (ur. 11 września 1986 w Ivangradzie) – czarnogórska piłkarka ręczna, reprezentantka kraju, bramkarka. Obecnie występuje w rosyjskiej Superlidze, w drużynie GK Rostow-Don. Wicemistrzyni olimpijska 2012. Mistrzyni Europy 2012.

## Sukcesy

### reprezentacyjne
- Igrzyska Olimpijskie:
  -  2012
- Mistrzostwa Europy:
  -  2012

### klubowe
- Mistrzostwo Czarnogóry:
  -  2007, 2008, 2009, 2010, 2011, 2012
- Puchar Czarnogóry:
  -  2007, 2008, 2009, 2010, 2011, 2012
- Liga Regionalna:
  -  2010, 2011, 2012
  -  2009
- Puchar Zdobywców Pucharów:
  -  2006, 2010
- Liga Mistrzyń:
  -  2012
- Mistrzostwa Rosji:
  -  2013
- Puchar Rosji:
  -  2013